# نسيم شهر
نسيم شهر (بالفارسية: نسیم‌شهر) والمعروفة سابقاً بأكبر آباد، هي مدينة تقع في مدينة بهارستان في محافظة طهران في إيران. يقدر عدد سكانها بـ 135,824 نسمة .

## معرض الصور

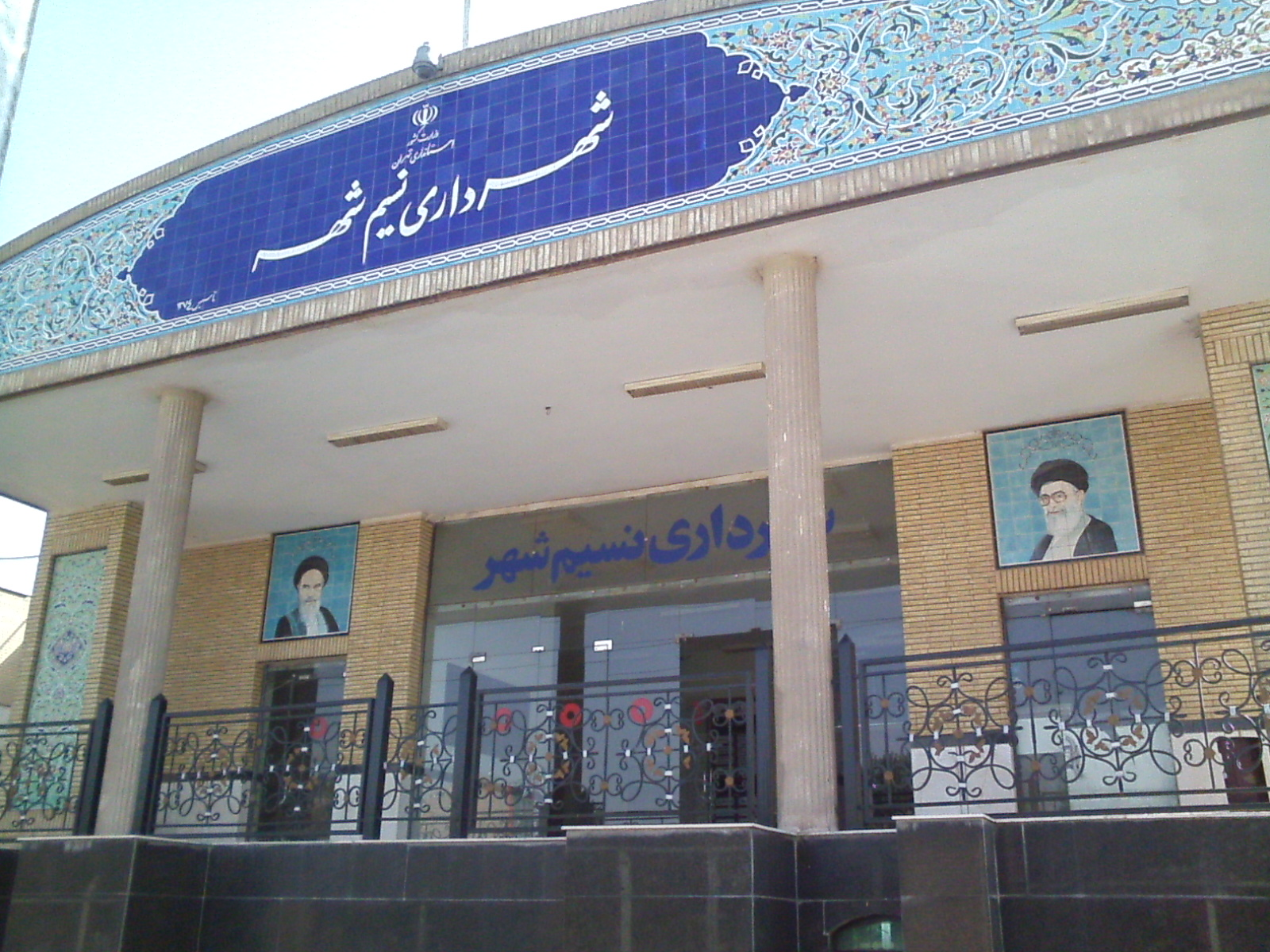
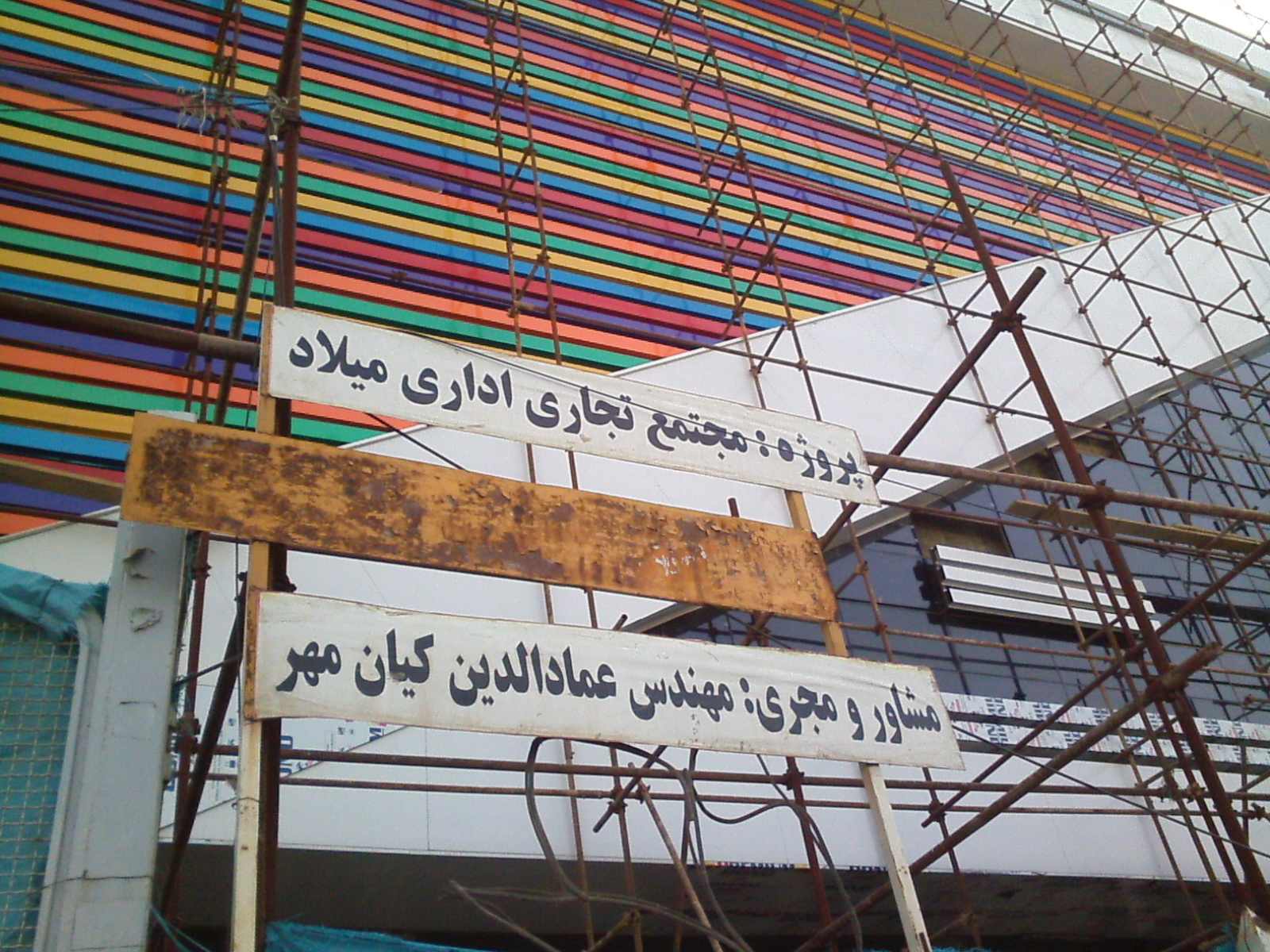
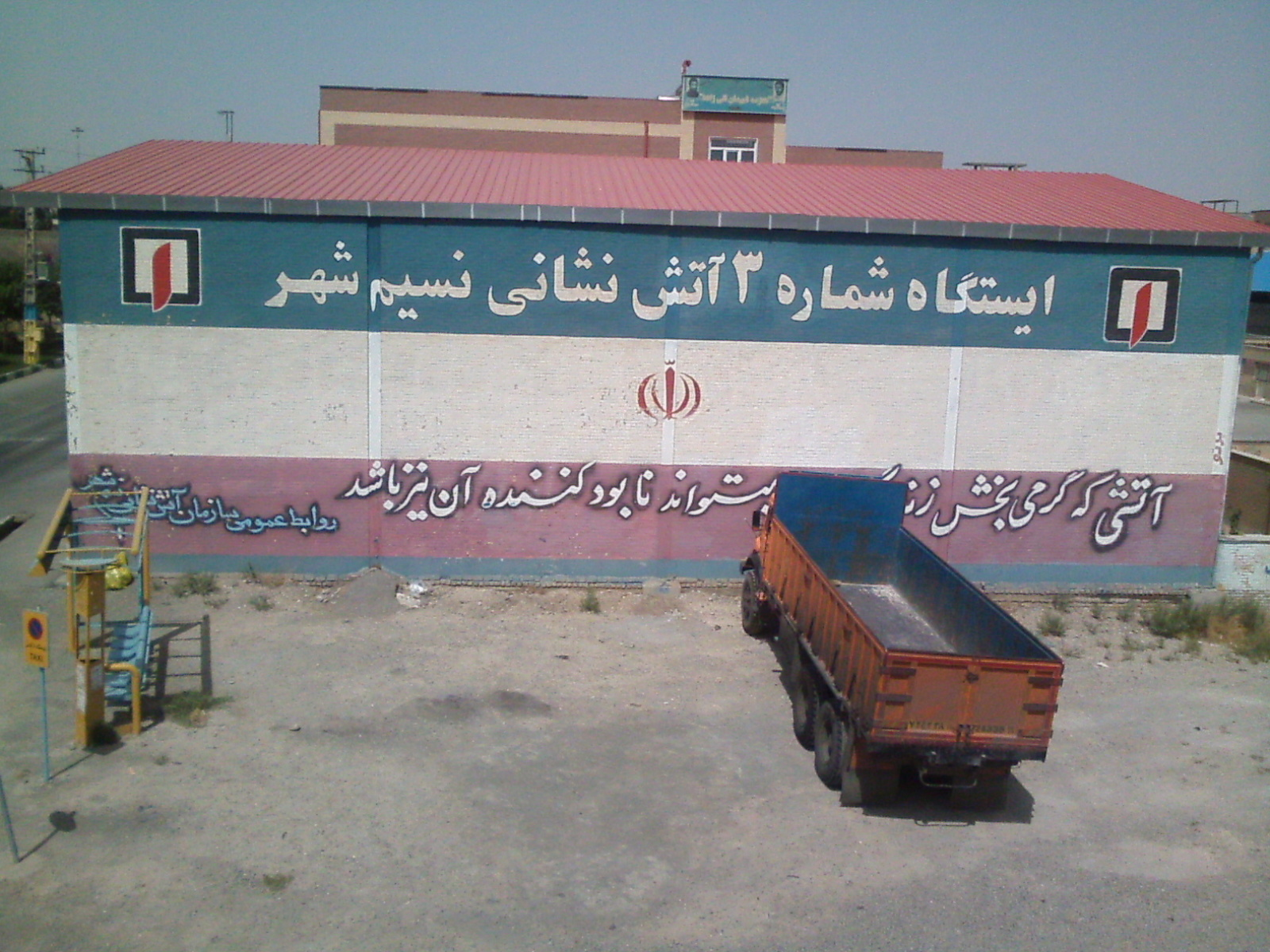
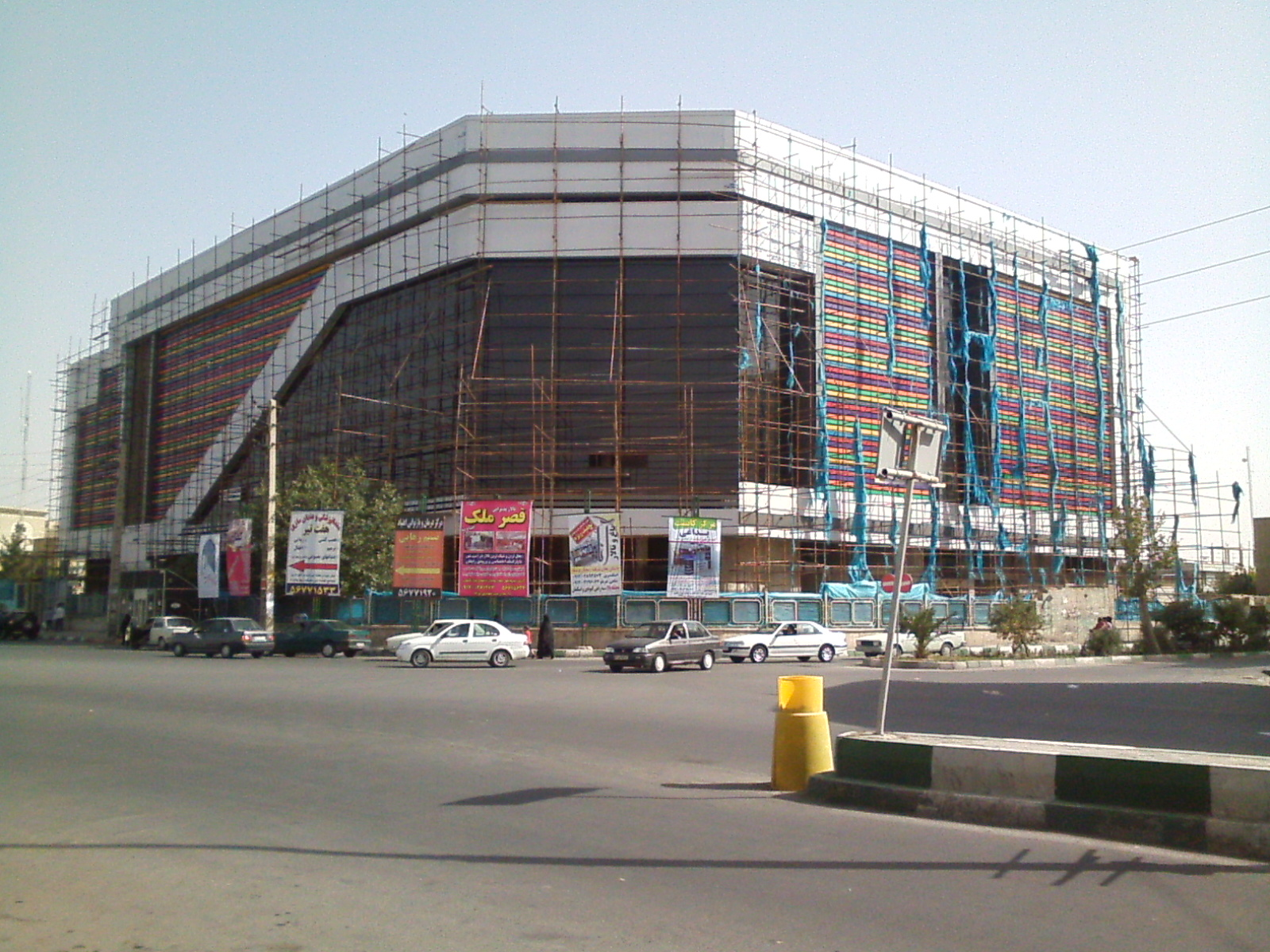